# Хільчевський Валентин Кирилович
 Валентин Кирилович Хільчевський (нар. 23 грудня 1953 р., с. Хотів, Києво-Святошинський район, Київська область) — український вчений гідролог-гідрохімік, гідроеколог, фахівець з дослідження якості поверхневих вод та управління водними ресурсами. 
- Доктор географічних наук (1996), професор (2001), відмінник освіти України (2004), почесний працівник гідрометслужби України (2003), заслужений діяч науки і техніки України (2009), лауреат Державної премії України в галузі науки і техніки (2017).
- Завідувач кафедри гідрології та гідроекології Київського національного університету імені Тараса Шевченка (2000-2019 рр.).
- Від 2019 р. — професор кафедри гідрології та гідроекології.

## Творча біографія
- Після закінчення середньої школи у 1971 р. вступив на географічний факультет Київського державного університету імені Т. Г. Шевченка, який закінчив у 1976 р. за спеціальністю «гідрологія», спеціалізація «гідрохімія».
- Трудова діяльність В. К. Хільчевського після закінчення університету відбувається в одній установі — Київському національному університеті імені Тараса Шевченка на географічному факультеті.
- Водночас, працюючи в рідному університеті, він проходив річне наукове стажування у Бухарестському університеті, навчання на Міжнародних вищих гідрологічних курсах ЮНЕСКО, на короткостроковій основі за сумісництвом читав лекції в Чернівецькому національному університеті імені Юрія Федьковича, Волинському національному університеті імені Лесі Українки, займався науковими дослідженнями в Українському гідрометеорологічному інституті ДСНС України та НАН України.

1-й період (1976—1989 рр.) — науковець у проблемній науково-дослідній лабораторії гідрохімії КНУ імені Тараса Шевченка (посади — від інженера до старшого наукового співробітника); начальник експедицій у польовий сезон — територія України, Білорусі, Росії (1977—1987); керівник НДР на університетському Богуславському стаціонарі. Навчався в аспірантурі (без відриву від вироництва) - 1978-1982 рр.
- Кандидатська дисертація «Зміна хімічного складу річкових вод басейну Верхнього Дніпра під впливом антропогенного фактора» зі спеціальності «гідрохімія» — захищена у Гідрохімічному інституті Держкомгідромету СРСР (Ростов-на-Дону, Росія) у 1985 р.

1985 р. — навчання на Міжнародних вищих гідрологічних курсах ЮНЕСКО.
1988—1989 рр. — займався науковими дослідженнями в Бухарестському університеті (Румунія).
- 1989 р. — отримав вчене звання старший науковий співробітник.

2-й період (від 1989 p.) — викладацька діяльність на кафедрі гідрології та гідроекології КНУ імені Тараса Шевченка. 1989—1997 рр. — доцент; 1997—2000 рр. — професор; 2000—2019 рр. — завідувач кафедри; від червня 2019 р. — професор кафедри, гарант освітньої програми «Управління та екологія водних ресурсів» (бакалаври), спеціальність 103 — Науки про Землю.
- Докторська дисертація «Оцінка впливу агрохімічних засобів на стік хімічних речовин та якість поверхневих вод (на прикладі басейну Дніпра)» зі спеціальності 11.00.07 — «гідрологія суші, водні ресурси, гідрохімія» — захищена у КНУ імені Тараса Шевченка у 1996 р.
- 1993 р. — отримав вчене звання доцент.
- 2001 р. — отримав вчене звання професор.
- 2003—2018 рр. — голова спеціалізованої вченої ради із захисту докторських і кандидатських дисертацій з гідрології та метеорології У Київському національному університетІ імені Тараса Шевченка.
- Від 2000 р. — головний редактор періодичного наукового збірника «Гідрологія, гідрохімія і гідроекологія», заснованого за його ініціативи[1].
- Науковий керівник 10 кандидатських дисертацій і науковий консультант 4 докторських дисертацій, захищених з гідрології.

## Результати наукової діяльності

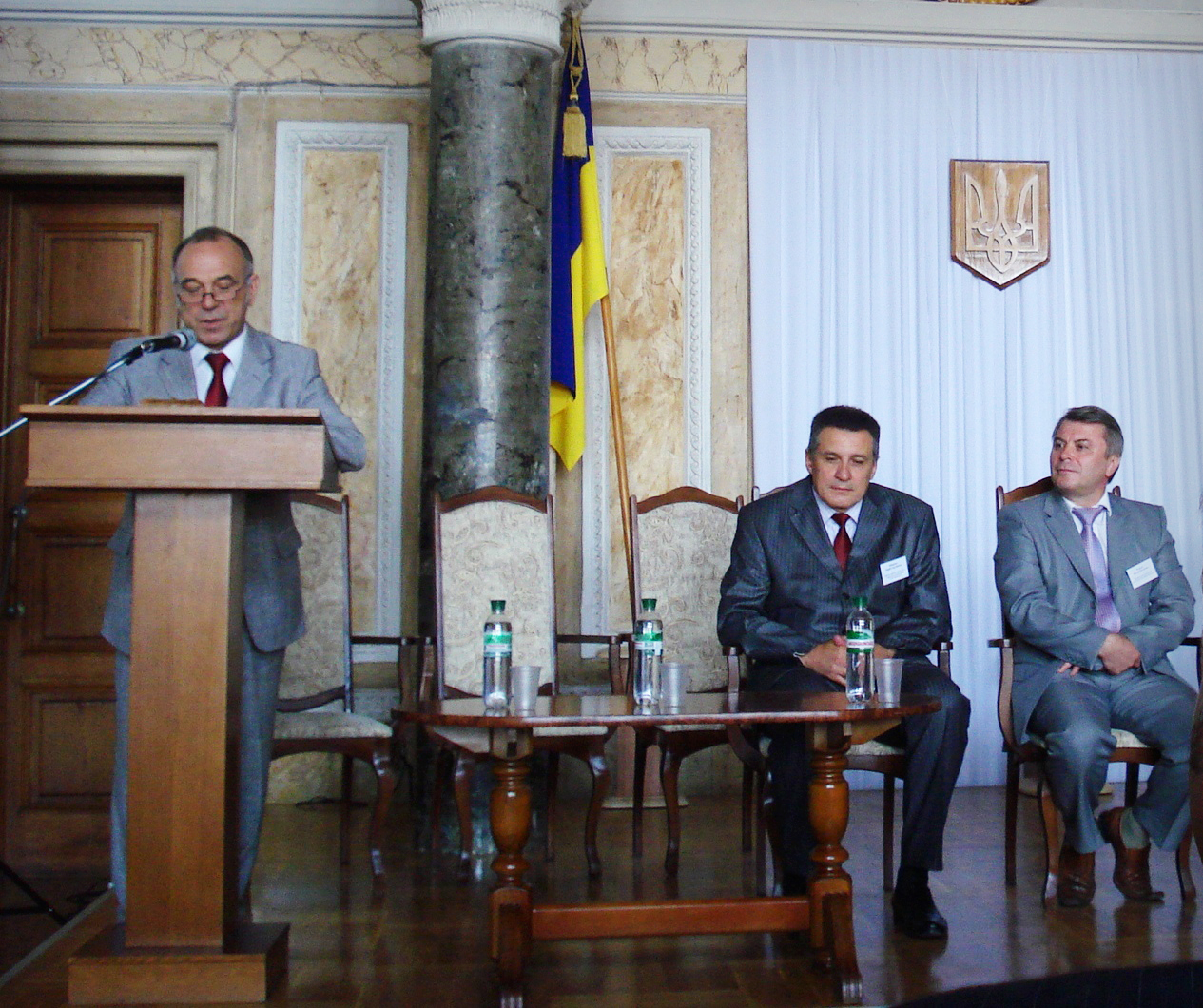
Доповідь Хільчевського на відкритті 5-ї конференції «Гідрологія, гідрохімія, гідроекологія», Чернівці, 2011 р.

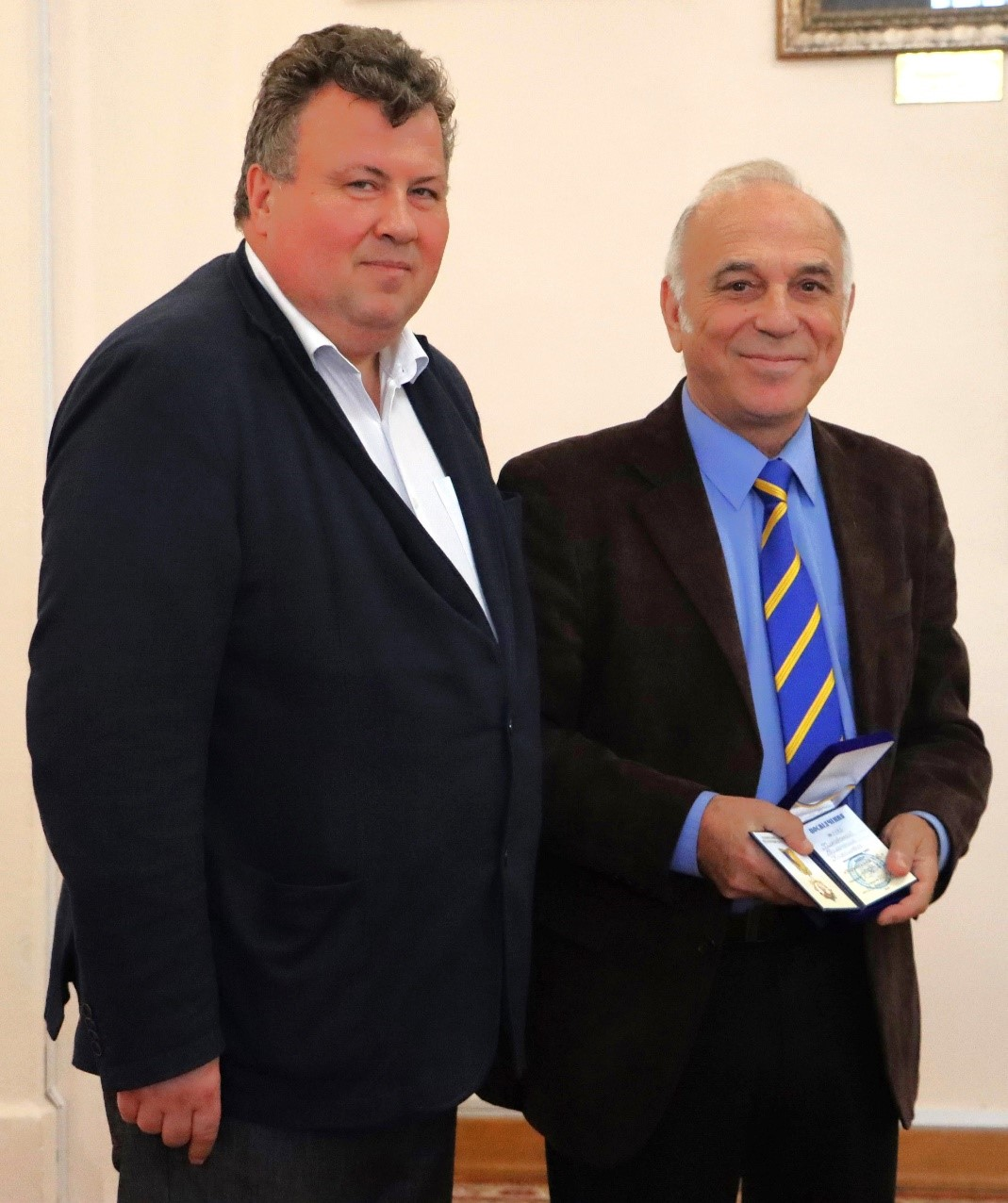
Ректор КНУ ім. Т. Шевченка В.А. Бугров (ліворуч) вручає проф. В.К. Хільчевському медаль НАПНУ «Ушинський К.Д.», 2023 р.

- Керівник наукової гідрохімічної школи КНУ ім. Шевченка, заснованої професором В. І. Пелешенком.
- Дослідив формування хімічного складу поверхнево-схилового та інших видів стоку на експериментальних водозборах водобалансових станцій у різних природних зонах України. Започаткував новий науковий напрям — агрогідрохімія (1989—1996 рр.)[2].
- Виконав з Л. М. Горєвим і В. І. Пелешенком фундаментальне узагальнення «Гідрохімія України» (1995).
- Розробив сучасну класифікацію природних вод за мінералізацією (2003).
- Розвинув основи гідрохімії регіональних басейнових систем, в тому числі транскордонних, що викладено в серії монографій по річках: Дніпро (1996, 2007); Дністер (2002, 2013); Західний Буг (2006); Рось (2009); Південний Буг (2009); Горинь (2011); Інгулець (2012); Сула, Псел, Ворскла (2014).
- Дослідив водний фонд України в частині штучних водойм: водосховища і ставки (2014).
- Розробив з В. Гребенем та ін. методику гідрографічного районування України за районами річкових басейнів (відповідно до вимог Водної рамкової директиви Європейського Союзу), яке було затверджене Верховною Радою України і внесене до Водного кодексу України (2013-2016).
- Удостоєний Державної премії України в галузі науки і техніки 2017 року у складі авторського колективу за цикл наукових праць «Оцінка, прогнозування та оптимізація стану водних екосистем України» (В. І. Осадчий, Б. Ю. Корнілович, П. М. Линник, Ю. Б. Набиванець. Є. І. Никифорович, О. О. Протасов, В. К. Хільчевський, В. І. Щербак).
- Виконав дослідження з розподілу глобальних водних ресурсів, як учасник міжнародного проєкту ООН, реалізованого видавництвом Springer, зі створення Енциклопедії цілей сталого розвитку ООН — «Clean Water and Sanitation. Encyclopedia of the UN Sustainable Development Goals» (2018—2022 рр.).
- Розробив у складі авторського колективу ДСТУ 3517:2024 "Гідрологія суходолу. Терміни та визначення основних понять" (затверджений Національним органом стандартизації в 2024 р.).

## Експедиції
- Азовське море, Керченська протока (1974), Чорне море (1974, 1988).
- Валдайські озера (Росія) (1975), Шацькі озера (1975. 1977-1980, 2004-2008, 2018-2023).
- Басейни річок Дніпро (Росія, Білорусь, Україна) – 1981-1984, Західний Буг і Прип'ять (Україна, Білорусь) – 1981-1984, Південний Буг (1985-1987), Черемош, Прут (2017-2018).
- Басейн Дунаю: Сулинське і Георгіївське гирла (Румунія); річкова ущелина Залізні Ворота (Румунія, Сербія); річки Південних Карпат і Трансильванського плато (Румунія) (1988).
- Водойми-охолоджувачі — Смоленської АЕС на р. Десна (Росія), Чорнобильської АЕС на р. Прип'ять, Хмельницької АЕС на р. Горинь та Рівненської АЕС на р. Стир (1981-1984, 2000).

## Публікації
- Має понад 600 наукових праць, серед яких понад 65 книг: понад 20 — монографії, понад 10 —  підручники з грифом МОН України, понад 20 — навчальні посібники; низка карт якості вод в «Гидрохимическом атласе СССР» (1990) та «Національному атласі України» (2007).
- Близько 40 його книг у PDF-форматі представлено у науковій електронній бібліотеці НБУ ім. В. І. Вернадського[3].
- Опублікував численні статті у вітчизняних та зарубіжних наукових журналах, серед яких: "Гідрологія, гідрохімія і гідроекологія"; "Український географічний журнал"; "Journal of Geology, Geography and Geoecology"; «Water Resources»; «Journal of Water and Land Development»; «Journal of Physics: Conference Series»; «Nature Sustainability».

### Перелік деяких книг (автор / співавтор)
- Гидрохимический атлас СССР, 1990 (карты).
- Радіоактивність природних вод: навч. посібник (1993).
- Гідрохімія України: підручник (1995).
- Роль агрохімічних засобів у формуванні якості вод басейну Дніпра: монографія (1996).
- Загальна гідрохімія: підручник (1997).
- Водопостачання і водовідведення: гідроекологічні аспекти: підручник (1999).
- Вплив сульфатного карсту на хімічний склад природних вод у басейні Дністра: монографія (2002).
- Гідрохімія океанів і морів: навч. посібник (2003).
- Українські гідрологи, гідрохіміки, гідроекологи: довідник (2004).
- Гидродинамика и гидрохимия склоновых водотоков: монография (2005).
- Гідроекологічний стан басейну Західного Бугу на території України: монографія (2006).
- Національний атлас України, 2007 (карти якості води).
- Гідролого-гідрохімічна характеристика мінімального стоку річок басейну Дніпра: монографія (2007).
- Відходи виробництва і споживання та їх вплив на ґрунти і природні води: навч. посібник (2007).
- Загальна гідрологія: підручник (2008).
- Водні ресурси та якість річкових вод басейну Південного Бугу: монографія (2008).
- Основи океанології: підручник (2008).
- Гідроекологічний стан басейну Горині (в районі Хмельницької АЕС): монографія (2011).
- Польові та лабораторні дослідження хімічного складу води річки Рось: навч. посібник (2012).
- Основи гідрохімії: підручник (2012).
- Гідрохімічний режим та якість води Інгульця в умовах техногенезу: монографія (2012).
- Особливості гідрохімічних процесів у техногенних та природних водних об’єктах Кривбасу: монографія (2012).
- Гідрохімічний режим та якість поверхневих вод басейну Дністра на території України: монографія (2013).
- Методики гідрографічного та водогосподарського районування території України відповідно до вимог Водної рамкової директиви Європейського Союзу (2013).
- Водний фонд України. Штучні водойми: водосховища і ставки: довідник (2014).
- Гідрохімія річок Лівобережного лісостепу України: монографія (2014).
- Основні засади управління якістю водних ресурсів та їхня охорона: навч. посібник (2015).
- Природа Києва: сучасний стан та екологічні проблеми: монографія (2016).
- Гідроморфоекологічна оцінка руслових процесів річок верхньої частини басейну Тиси (в межах України): монографія (2018).
- Регіональна гідрохімія України: підручник (2019).
- Моніторинг природних водних джерел Карпатського національного природного парку: монографія (2019).
- Нариси історії гідрохімії в Україні: монографія (2020).
- Агрогідрохімія: підручник (2021).
- Сапропелеві рекреаційно-туристичні ресурси озер Волинської області: монографія (2021).
- Проектування, інженерно-біотехнічне впорядкування та експлуатація водоохоронних зон водних об’єктів: навч. посібник (2021).
- Гідрохімічний словник (2022).
- Гідрологічний словник (2022).
- Водні об'єкти України та рекреаційне оцінювання якості води: навч. посібник (2022).
- Khilchevskyi V., Karamushka V. (2022) Global Water Resources: Distribution and Demand. In: Leal Filho W., Azul A.M., Brandli L., Lange Salvia A., Wall T. (eds) Clean Water and Sanitation. Encyclopedia of the UN Sustainable Development Goals. Springer. https://doi.org/10.1007/978-3-319-95846-0_101 (монографія).
- Гідрографія та водні ресурси Європи: навч. посібник (2023).
- Гідроекологічні аспекти водопостачання та водовідведення: навч. посібник (2023).
- Управління річковими басейнами: навч. посібник (2024).
- Управління транскордонними водними ресурсами: навч. посібник (2024).

Детальний перелік наукових праць вченого (на 01.01.2019 р.) наведено у роботі.
Він активно співпрацює в національному проєкті — Велика українська енциклопедія, опублікувавши понад 130 статей з гідрологічної тематики на електронній платформі ВУЕ.

## Нагороди та відзнаки
- Медаль «У пам'ять 1500-річчя Києва» (1982).
- Почесна грамота Київського міського голови (2002).
- Нагрудний знак гідрометслужби «Почесний працівник гідрометслужби України» (2003).
- Нагрудний знак МОН України «Відмінник освіти України» (2004).
- Почесне звання «Заслужений діяч науки і техніки України» (2009).
- Нагрудний знак Держводагентства України «За сумлінну працю в галузі водного господарства» (2013).
- Нагрудний знак МОН України «За наукові та освітні досягнення» (2017).
- Державна премія України в галузі науки і техніки (2017).
- Відзнака Вченої ради Київського національного університету імені Тараса Шевченка (2019).
- Медаль Національної академії педагогічних наук України "Ушинський К.Д." (2023).

## Родина
- Перша дружина — Ніна Петрівна Хільчевська (до шлюбу Михайленко, 13.10.1953 р. — 20.07.2013), закінчила Київський інститут народного господарства (тепер Київський економічний університет), економістка, працювала 40 років в Інституті теоретичної фізики НАН України, була помічницею директора по роботі з кадрами.
- Друга дружина — Мирослава Романівна Забокрицька (04.04.1976 р.) —  кандидат географічних наук, доцент кафедри фізичної географії географічного факультету Волинського національного університету імені Лесі Українки.
- Старший син —  Ростислав Валентинович Хільчевський (02.02.1976 р. — 29.11.2012 р.) працював у сфері туризму[6].
- Молодший син — Владислав Валентинович Хільчевський (22.11.1983 р.) — менеджер.

## Галерея

У морській експедиції на судні «Риф», 1974 р.
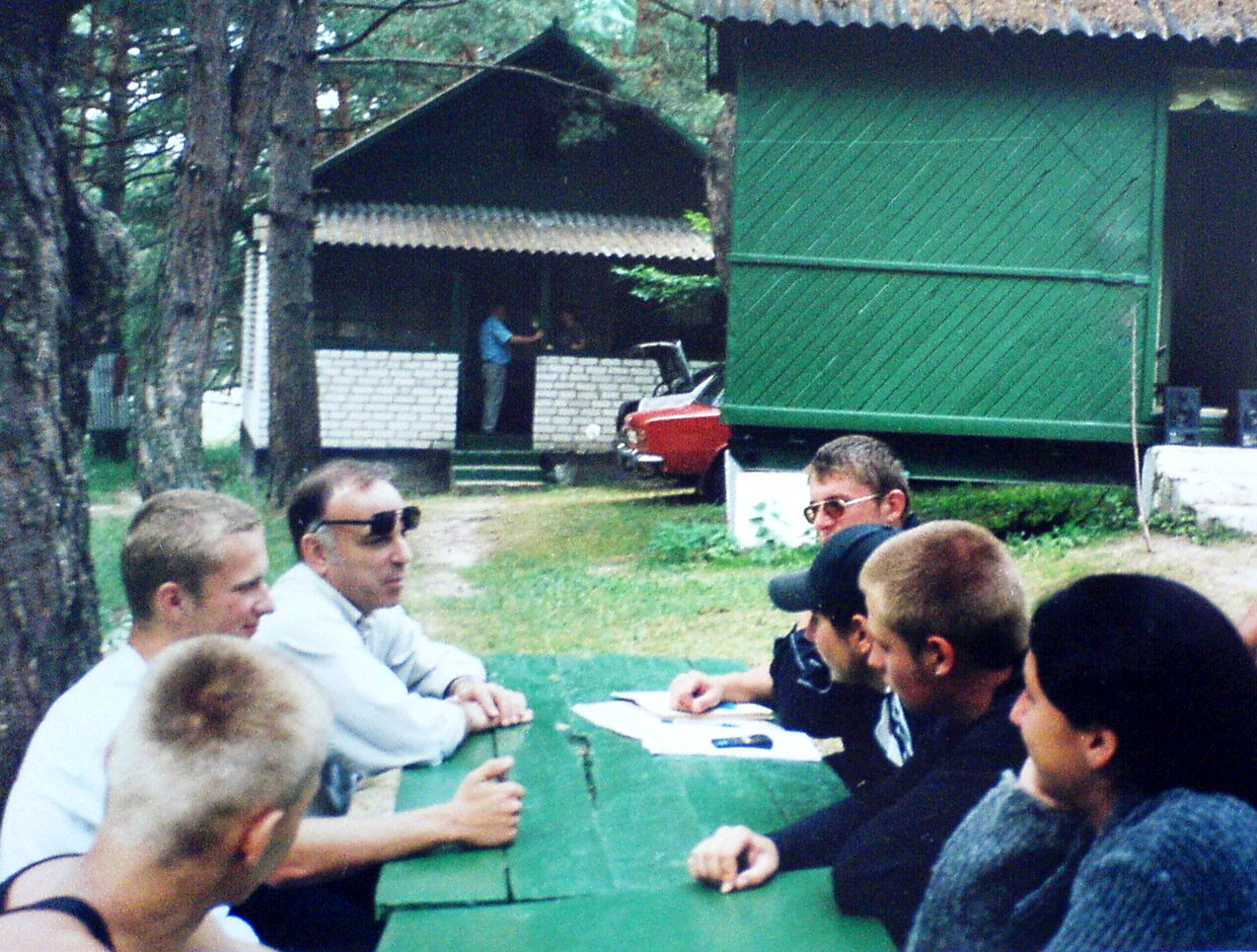
Практика, студенти, Богуславський стаціонар, 2003.
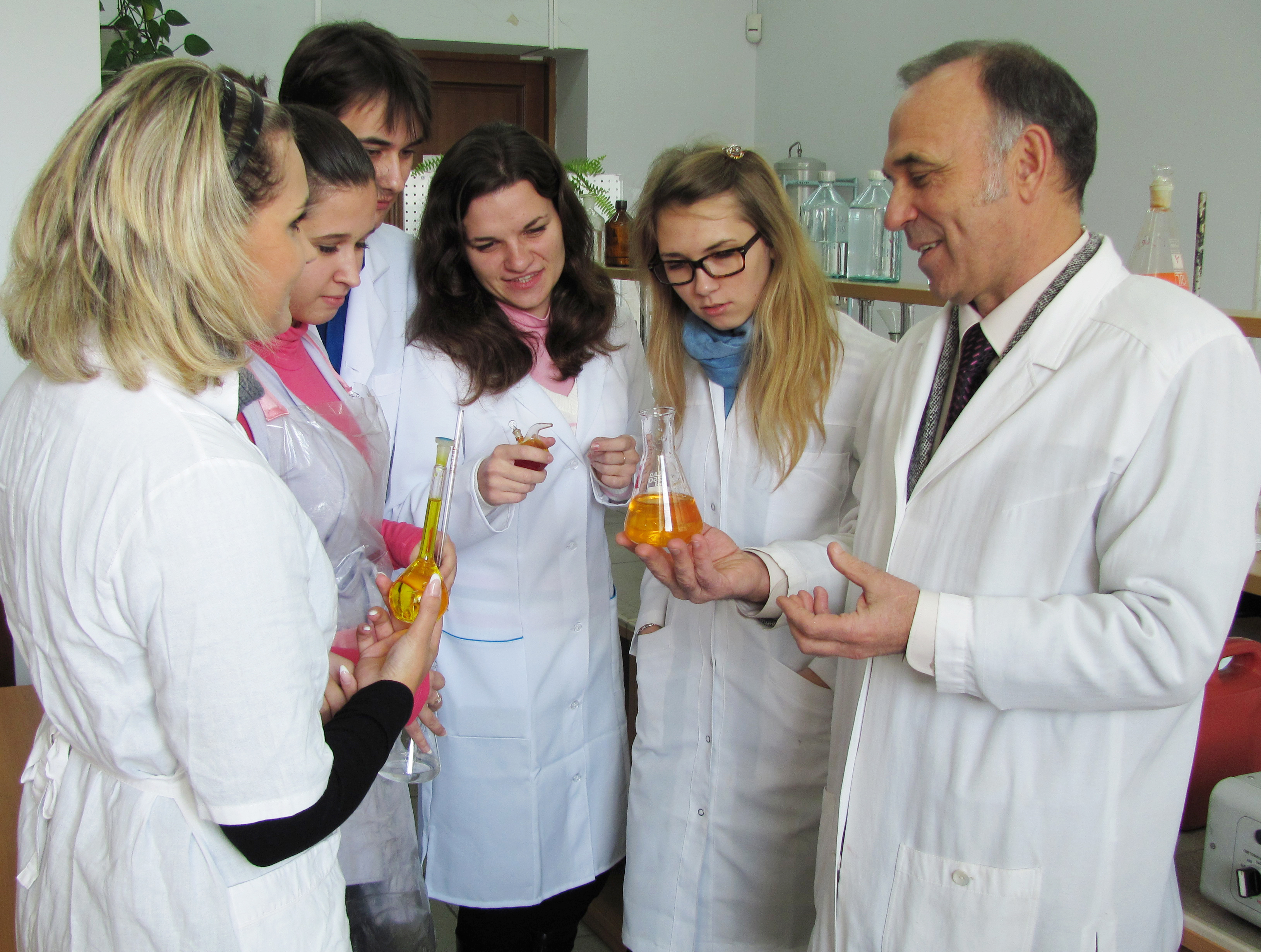
У лабораторії  КНУ ім. Тараса Шевченка — заняття з гідрохімії
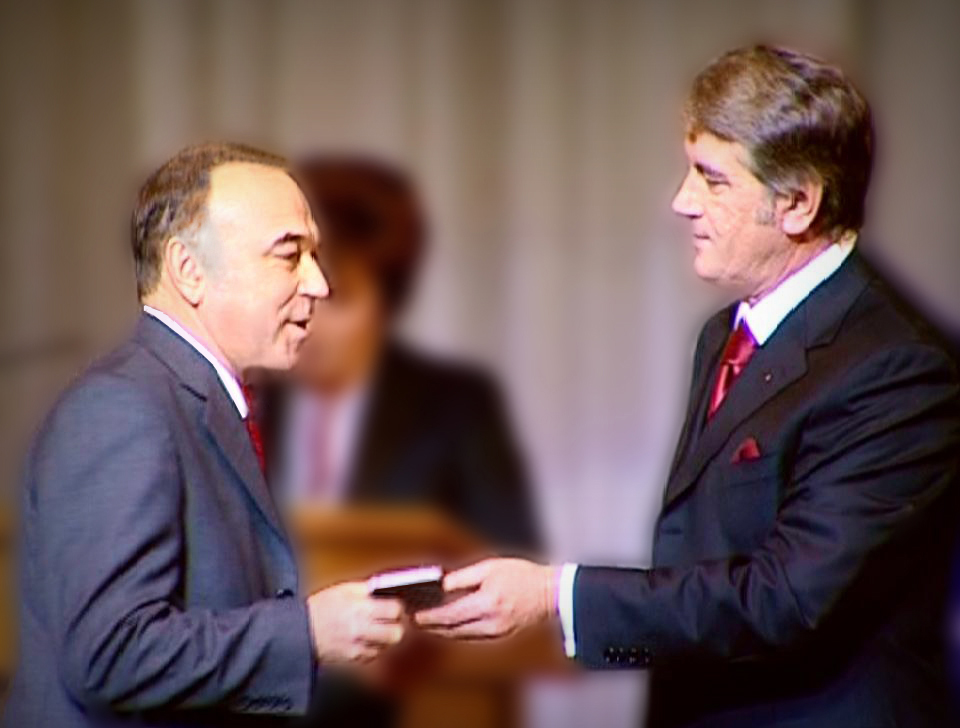
Нагорода від Президента України В. А. Ющенка, 2009 р.
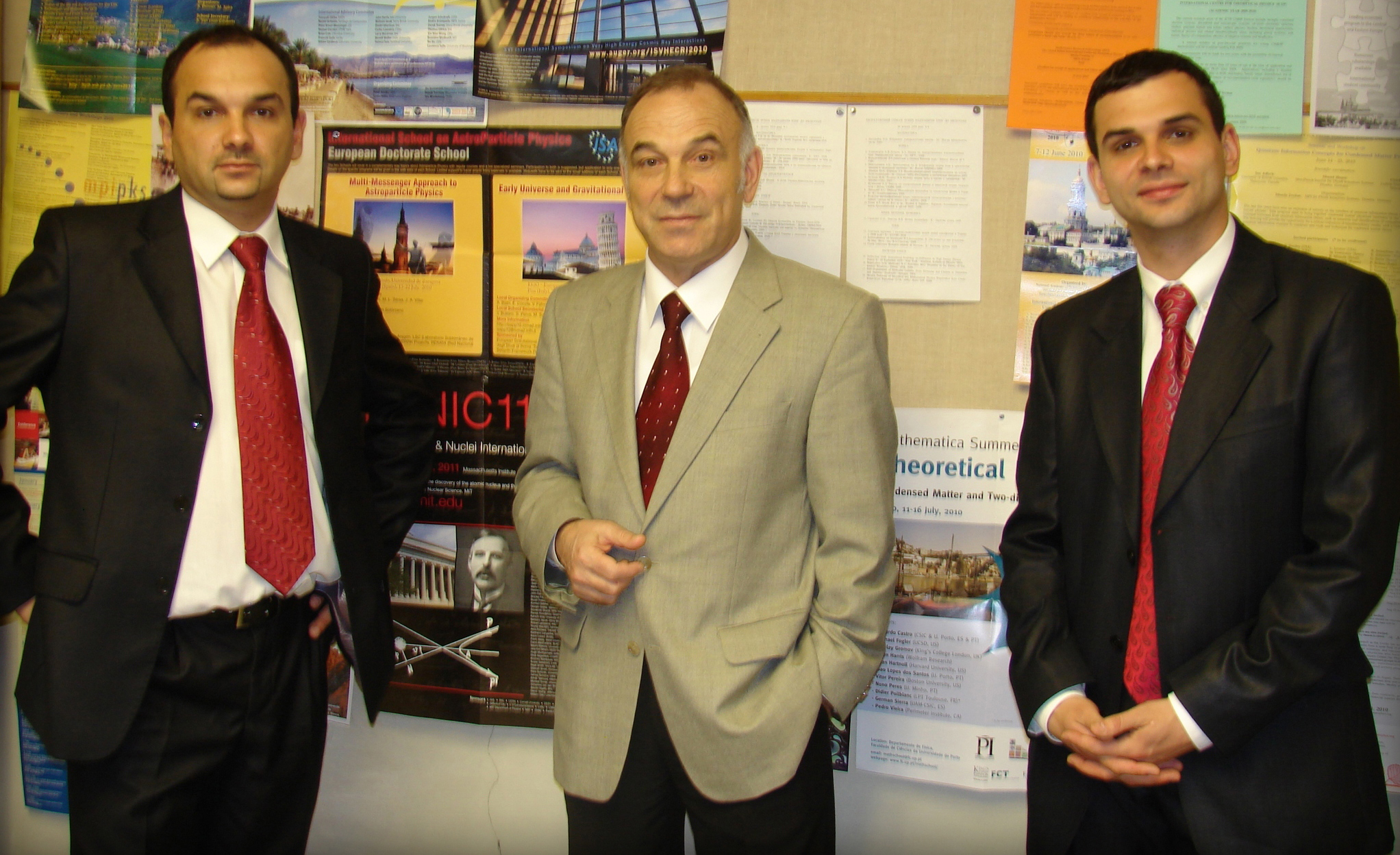
З синами — Ростиславом і Владиславом, 2010 р.
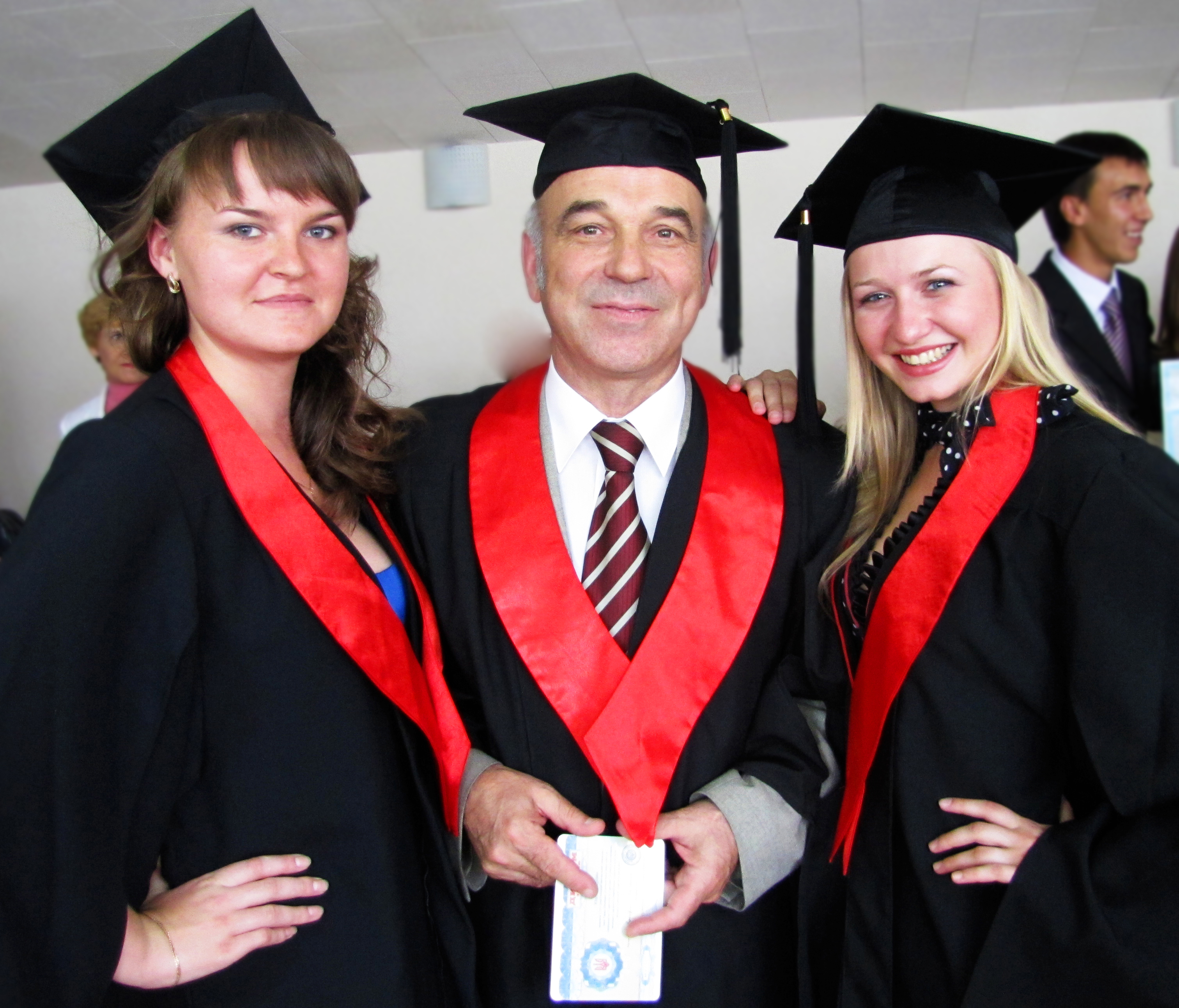
Вручення дипломів магістрам-гідрологам, 2011 р.
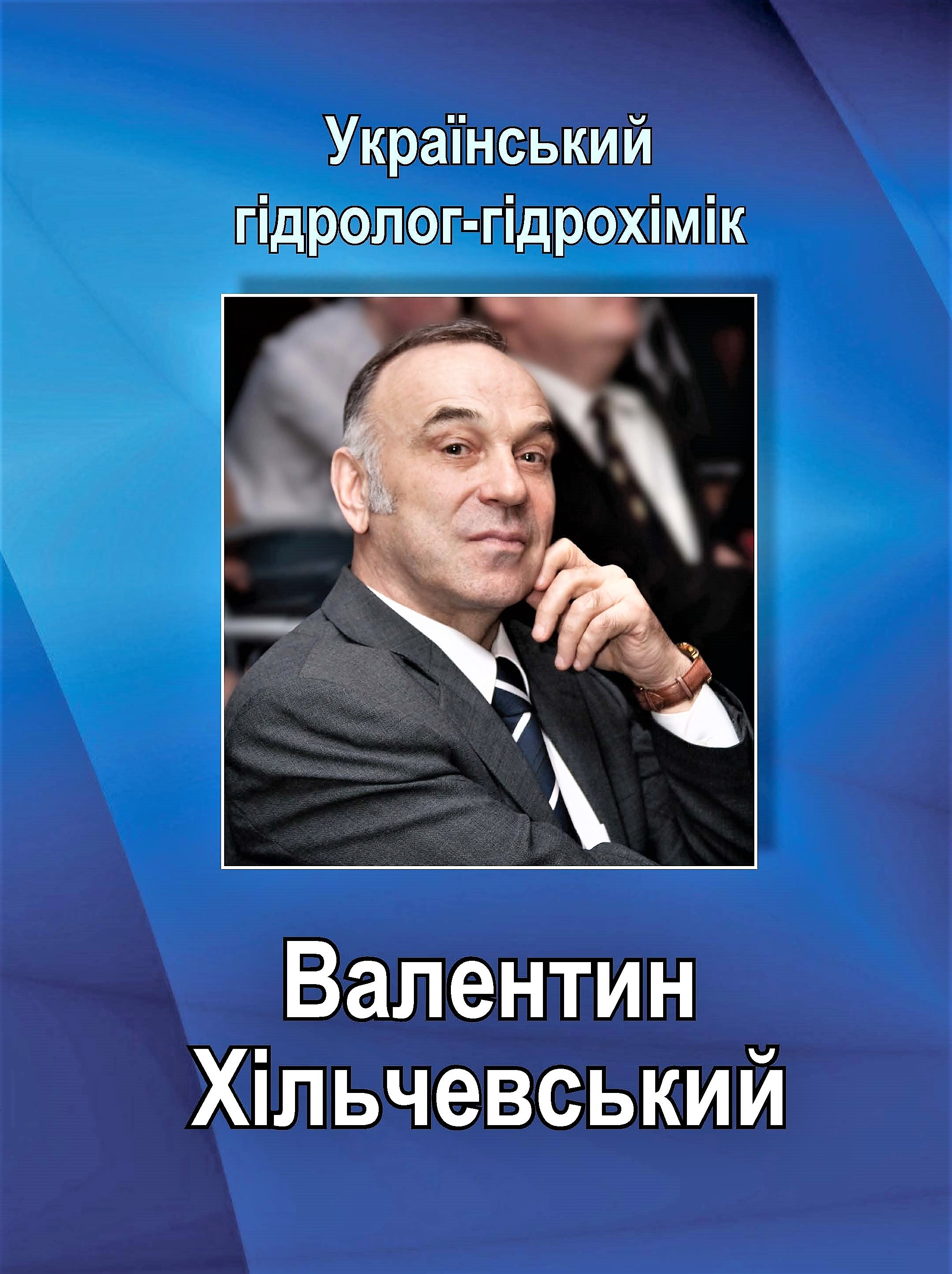
Обкладинка книги про В.К. Хільчевського, 2019 р.

## Хобі
Захоплюється геральдикою — член Українського геральдичного товариства, є співавтором герба Хотова (2006) та книги про свою малу батьківщину в передмісті Києва (2009), герба географічного факультету Київського національного університету імені Тараса Шевченка (2021).